# European Cup Winter Throwing 2012
De European Cup Winter Throwing 2012 was de twaalfde editie van de European Cup Winter Throwing, een Europees werpkampioenschap, waar landenteams in vier categorieën strijden. Het vond plaats in het Topolica Stadion in Bar (Montenegro). De wedstrijd werd georganiseerd door de atletiekbond van Montenegro in samenwerking met de European Athletic Association. Het was voor de atletiekbond van Montenegro het grootste evenement dat ze tot dan toe had georganiseerd.
De European Cup Winter Throwing 2012 bestond uit kogelstoten, discuswerpen, speerwerpen en kogelslingeren voor de categorieën mannen, vrouwen, mannen neo-senioren en vrouwen neo-senioren.

## Belgische deelnemers
| Plaats | Naam           | Discipline   | Categorie           |
| ------ | -------------- | ------------ | ------------------- |
| 8e     | Philip Milanov | discuswerpen | mannen neo-senioren |
| 11e    | Timothy Herman | speerwerpen  | mannen neo-senioren |
| 5e     | Tom Goyvaerts  | speerwerpen  | mannen              |
| 11e    | Thomas Smet    | speerwerpen  | mannen              |

## Nederlandse deelnemers
| Plaats | Naam              | Discipline     | Categorie |
| ------ | ----------------- | -------------- | --------- |
| DNS    | Rutger Smith      | kogelstoten    | mannen    |
| 12e    | Melissa Boekelman | kogelstoten    | vrouwen   |
| Goud   | Erik Cadée        | discuswerpen   | mannen    |
| Brons  | Rutger Smith      | discuswerpen   | mannen    |
| DNF    | Monique Jansen    | discuswerpen   | vrouwen   |
| 17e    | Alain de Deugd    | speerwerpen    | mannen    |
| 12e    | Lisanne Schol     | speerwerpen    | vrouwen   |
| 13e    | Vincent Onos      | kogelslingeren | mannen    |
| 17e    | Eva Reinders      | kogelslingeren | vrouwen   |

## Uitslagen

### Senioren

#### Kogelstoten
| Mannen | Mannen          | Mannen | Mannen    | Mannen  |
| #      | Atleet          | Land   | Prestatie | Punten  |
| ------ | --------------- | ------ | --------- | ------- |
| Goud   | Marco Fortes    | POR    | 21,02 m   | 1182 pt |
| Zilver | Asmir Kolašinac | SRB    | 20,50 m   | 1151 pt |
| Brons  | Borja Vivas     | ESP    | 20,06 m   | 1124 pt |

| Vrouwen | Vrouwen             | Vrouwen | Vrouwen   | Vrouwen |
| #       | Atlete              | Land    | Prestatie | Punten  |
| ------- | ------------------- | ------- | --------- | ------- |
| Goud    | Nadzeja Astaptsjoek | BLR     | 20,29 m   | 1193 pt |
| Zilver  | Nadine Kleinert     | GER     | 19,12 m   | 1122 pt |
| Brons   | Josephine Terlecki  | GER     | 18,59 m   | 1089 pt |

#### Discuswerpen
| Mannen | Mannen              | Mannen | Mannen    | Mannen  |
| #      | Atleet              | Land   | Prestatie | Punten  |
| ------ | ------------------- | ------ | --------- | ------- |
| Goud   | Erik Cadée          | NED    | 64,09 m   | 1130 pt |
| Zilver | Ercument Olgundeniz | TUR    | 63,59 m   | 1121 pt |
| Brons  | Rutger Smith        | NED    | 63,30 m   | 1116 pt |

| Vrouwen | Vrouwen               | Vrouwen | Vrouwen   | Vrouwen |
| #       | Atlete                | Land    | Prestatie | Punten  |
| ------- | --------------------- | ------- | --------- | ------- |
| Goud    | Nadine Müller         | GER     | 68,89 m   | 1236 pt |
| Zilver  | Darya Pishcalnikocova | RUS     | 63,86 m   | 1143 pt |
| Brons   | Melina Robert-Michon  | FRA     | 63,03 m   | 1127 pt |

#### Speerwerpen
| Mannen | Mannen          | Mannen | Mannen    | Mannen  |
| #      | Atleet          | Land   | Prestatie | Punten  |
| ------ | --------------- | ------ | --------- | ------- |
| Goud   | Fatih Avan      | TUR    | 81,09 m   | 1102 pt |
| Zilver | Dmitriy Tarabin | RUS    | 79,94 m   | 1086 pt |
| Brons  | Risto Matas     | EST    | 78,74 m   | 1069 pt |

| Vrouwen | Vrouwen          | Vrouwen | Vrouwen   | Vrouwen |
| #       | Atlete           | Land    | Prestatie | Punten  |
| ------- | ---------------- | ------- | --------- | ------- |
| Goud    | Martina Ratej    | SLO     | 63,59 m   | 1123 pt |
| Zilver  | Goldie Sayers    | GBR     | 62,75 m   | 1107 pt |
| Brons   | Marina Maksimova | RUS     | 60,33 m   | 1063 pt |

#### Kogelslingeren
| Mannen | Mannen            | Mannen | Mannen    | Mannen  |
| #      | Atleet            | Land   | Prestatie | Punten  |
| ------ | ----------------- | ------ | --------- | ------- |
| Goud   | Kiril Ikonnikov   | RUS    | 75,95 m   | 1122 pt |
| Zilver | Siarhei Kalamoets | BLR    | 75,15 m   | 1109 pt |
| Brons  | Kristof Nemeth    | HUN    | 74,23 m   | 1095 pt |

| Vrouwen | Vrouwen          | Vrouwen | Vrouwen   | Vrouwen |
| #       | Atlete           | Land    | Prestatie | Punten  |
| ------- | ---------------- | ------- | --------- | ------- |
| Goud    | Zalina Marghieva | MDA     | 73,60 m   | 1151 pt |
| Zilver  | Tatjana Lysenko  | RUS     | 72,87 m   | 1140 pt |
| Brons   | Stephanie Falzon | FRA     | 72,60 m   | 1135 pt |

### Neo-senioren
| Mannen         | Mannen                 | Mannen | Mannen    | Mannen  |
| Onderdeel      | Winnaar                | Land   | Prestatie | Punten  |
| -------------- | ---------------------- | ------ | --------- | ------- |
| Kogelstoten    | Marin Premeru          | CRO    | 19,49 m   | 1090 pt |
| Discuswerpen   | Furtula Danijel        | MNE    | 60,24 m   | 1060 pt |
| Speerwerpen    | Oleksandr Nychyporchuk | UKR    | 76,23 m   | 1034 pt |
| Kogelslingeren | Eivind Henriksen       | NOR    | 73,62 m   | 1086 pt |

| Vrouwen        | Vrouwen         | Vrouwen | Vrouwen   | Vrouwen |
| Onderdeel      | Winnares        | Land    | Prestatie | Punten  |
| -------------- | --------------- | ------- | --------- | ------- |
| Kogelstoten    | Sophie Kleeberg | GER     | 17,42 m   | 1018 pt |
| Discuswerpen   | Sandra Perković | CRO     | 67,19 m   | 1204 pt |
| Speerwerpen    | Sanni Utriainen | FIN     | 57,39 m   | 1010 pt |
| Kogelslingeren | Perie Bianca    | ROU     | 68,74 m   | 1073 pt |

### Teamstanden
| Mannen | Mannen  | Mannen  |
| #      | Land    | Punten  |
| ------ | ------- | ------- |
| Goud   | Rusland | 4342 pt |
| Zilver | Italië  | 4203 pt |
| Brons  | Estland | 4010 pt |

| Vrouwen | Vrouwen          | Vrouwen |
| #       | Land             | Punten  |
| ------- | ---------------- | ------- |
| Goud    | Rusland          | 4424 pt |
| Zilver  | Frankrijk        | 4193 pt |
| Brons   | Groot-Brittannië | 4055 pt |

| Mannen neo-senioren | Mannen neo-senioren | Mannen neo-senioren |
| #                   | Land                | Punten              |
| ------------------- | ------------------- | ------------------- |
| Goud                | Oekraïne            | 4018 pt             |
| Zilver              | Rusland             | 3995 pt             |
| Brons               | Wit-Rusland         | 3758 pt             |

| Vrouwen neo-senioren | Vrouwen neo-senioren | Vrouwen neo-senioren |
| #                    | Land                 | Punten               |
| -------------------- | -------------------- | -------------------- |
| Goud                 | Oekraïne             | 3950 pt              |
| Zilver               | Duitsland            | 3815 pt              |
| Brons                | Rusland              | 3732 pt              |

2001 · 2002 · 2003 · 2004 · 2005 · 2006 · 2007 · 2008 · 2009 · 2010 · 2011 · 2012 · 2013 · 2014 · 2015 · 2016